# Serguíyevskaya (Korenovsk, Krasnodar)
Serguíyevskaya (del ruso: Сергиевская) es una stanitsa del raión de Korenovsk del krai de Krasnodar, en Rusia. Está situada en la orilla derecha del río Kirpili, 20 km al suroeste de Korenovsk y 44 km al nordeste de Krasnodar, la capital del krai. Tenía 2 959 habitantes en 2010.
Es cabeza del municipio Serguíyevskoye, al que pertenecen asimismo Nizhni y Tyshchenko.

## Historia
Fue fundada por cosacos en 1794.